# Федорович, Тарас
Тара́с Федоро́вич (также Тарас Бут, Тарас Трясила, Тарас Тряси́ло, Хасса́н Тара́сса, Гасса́н Тра́сса, укр. Тарас Федорович; умер ок. 1639) — гетман (крымскотатарского происхождения) запорожских нереестровых казаков (с 1629 года), активный участник борьбы за освобождение Украины из-под власти Речи Посполитой.

## Биография
По происхождению — крымский татарин. Впервые упоминается в документах королевского суда от 1617 года под именем Хассана или Усана. Во время похода казаков с войсками Речи Посполитой на Москву в 1618 году принял крещение и имя Тарас Федоро́вич.
Участник Тридцатилетней войны 1618-1648 годов как «главный полковник» — командир наёмников из числа казаков на стороне империи Габсбургов. Воевал в Силезии, Венгрии, Словакии, где отличился значительными жестокостями по отношению к протестантскому населению. Войско Трясила получило название «казаческая кавалерия и инфантерия».
В 1625—1629 годах — Корсуньский полковник.
С 1629 года — гетман запорожских казаков; в том же году возглавил казацкий поход в Крым.

### Восстание Федоровича
В марте 1630 года Трясило стал во главе казацкого восстания против Речи Посполитой, вызванного попыткой коронного военного командования расквартировать шляхетские части на казацких территориях. В боях под Корсунем и под Переяславом (битва 20 мая 1630 года, известная как «Тарасова ночь») повстанцы разбили коронное войско под командованием Станислава Конецпольского и Самуила Лаща и в июне 1630 года заставили великого коронного гетмана С. Конецпольского подписать соглашение в Переяславе.
Недовольный соглашением, Трясило был низвержен с поста гетмана и отошёл с недовольными казаками на Запорожскую Сечь, где пытался поднять новое восстание.
Участвовал в Смоленской войне 1632—1634 годов, которая велась за Чернигово-Северскую и Смоленскую земли. На казацкой раде в Каневе зимой 1634—1635 годов Трясило призвал к восстанию против шляхетской Речи Посполитой; позднее с частью казаков ушёл за Дон.
В 1635 году вёл переговоры с русским правительством о переселении 700 казаков на Слободскую Украину. Весной 1636 года, после возвращения с Дона, Трясило ездил в Москву с просьбой о переходе части запорожского казачества на службу к Русскому государству. Однако его предложение было отклонено, поскольку русское правительство не желало обострять отношения с Речью Посполитой после неудачной Смоленской войны 1632—1634 годов.
Дальнейшая судьба Трясила неизвестна; по данным казацких летописей, он «находился со славой девять лет и умер спокойно» в 1639 году.
По семейным преданиям, потомками Трясила считал себя казацко-старшинский род Тарасевичей (XVII—XVIII века).
Предводитель казацкого восстания 1638 года Яков Остряница ранее участвовал в восстании под руководством Тараса Трясило.

## Память
- Образ Тараса Федоровича нашёл отображение в поэме Т. Шевченко «Тарасова ніч» (1838)[4], а также в поэтическом романе Владимира Сосюры «Тарас Трясило» (1926).
- В 1926 году в СССР на студии ВУФКУ режиссёром Петром Чардыниным был снят фильм «Тарас Трясило (Повесть о горячем сердце)». Роль Тараса Федоровича сыграл актёр Амвросий Бучма.
- Является историческим прототипом Тараса Бульбы, в повести Н.В. Гоголя «Тарас Бульба»[источник не указан 597 дней].